# Václav Postránecký
Václav Postránecký (8. září 1943 Praha – 7. května 2019 Praha) byl český herec, režisér a divadelní pedagog. Byl dlouholetým členem Činohry Národního divadla, ztvárnil celou řadu filmových a televizních rolí, např. v komedii S tebou mě baví svět. Věnoval se také dabingu a vyučoval na FAMU. V letech 2005 až 2011 byl prezidentem Herecké asociace.

## Život
Herectví se věnoval ochotnicky již od svého dětství, byl členem Dismanova rozhlasového dětského souboru, jako dítě si zahrál i v několika starších českých filmech. Vyučil se zámečníkem. Na divadle působil od počátku 60. let 20. století. Již v roce 1956 se objevil v dětské roli na scéně Tylova divadla. V sezóně 1959/1960 byl jevištním technikem v Divadle F. X. Šaldy v Liberci, poté byl angažován jako herecký elév ve Slováckém divadle v Uherském Hradišti, odtud pak přešel do brněnského Státního divadla, kde působil v letech 1962 až 1969. V roce 1968 byl jakožto vítěz soutěže Divadelních novin na studijním pobytu ve Velké Británii, v letech 1969 až 1978 působil v činoherním souboru Městských divadel pražských. Od začátku roku 1979 byl členem činohry Národního divadla v Praze.
Od 90. let také působil jako funkcionář Herecké asociace, jež uděluje Ceny Thálie, v letech 2005–2011 byl jejím prezidentem. Sám již také v roce 1995 Cenu Thálie získal, a to za roli Podkolatova v inscenaci Gogolova Revizora.
Jednalo se i o úspěšného rozhlasového, televizního a filmového herce. Účinkoval zhruba ve 170 filmech a zejména televizních filmech. Zahrál si jednu z hlavních postav v divácky velmi úspěšném a dnes již i svým způsobem legendárním filmu S tebou mě baví svět z roku 1983. Ztvárnil také např. milovníka života a krásných žen ve filmu Konto separato, dědečka ve snímku Jak se krotí krokodýli či vinaře v komediálních filmech Bobule a 2Bobule. Účinkoval v seriálech Byl jednou jeden dům, Cirkus Humberto nebo Četnické humoresky a dalších, celkem asi 40 seriálech. Poslední hlavní úlohu v seriálu Krejzovi už kvůli zdraví nedokončil.
Vedle hraní také režíroval, a to jak v divadle (např. veselohru se zpěvy Švejk uvedenou v Divadle Hybernia roku 2008), tak i v televizi (televizní horor Travis z roku 1996). Na FAMU vyučoval režiséry práci s hercem.
Dlouhodobě se věnoval také dabingu. Svůj hlas propůjčil duchovi Martymu Hopkirkovi ze seriálu Randall a Hopkirk (nadaboval 18 dílů, i když původně se odvysílalo jen 17 dílů: jeden z prvních „západních“ seriálů vysílaných na počátku 70. let v Československé televizi) nebo Timu Allenovi v seriálu Kutil Tim (90. léta) či Bennymu Hillovi v pořadu Show Bennyho Hilla (2000), opakovaně daboval Dustina Hoffmana nebo italského komika Paola Villaggia. Daboval také animované seriály pro děti, např. postavu Chidlinga v seriálech inspirovaných dílem Julese Verna: Willy Fog na cestě kolem světa a Willy Fog na cestě za dobrodružstvím. V roce 2005 mu byla udělena Cena Františka Filipovského za nejlepší mužský dabérský výkon ve francouzské filmové komedii Zločin v ráji.
V roce 2019 mu byla (in memoriam) udělena Cena Františka Filipovského za dlouhodobé herecké mistrovství v dabingu.

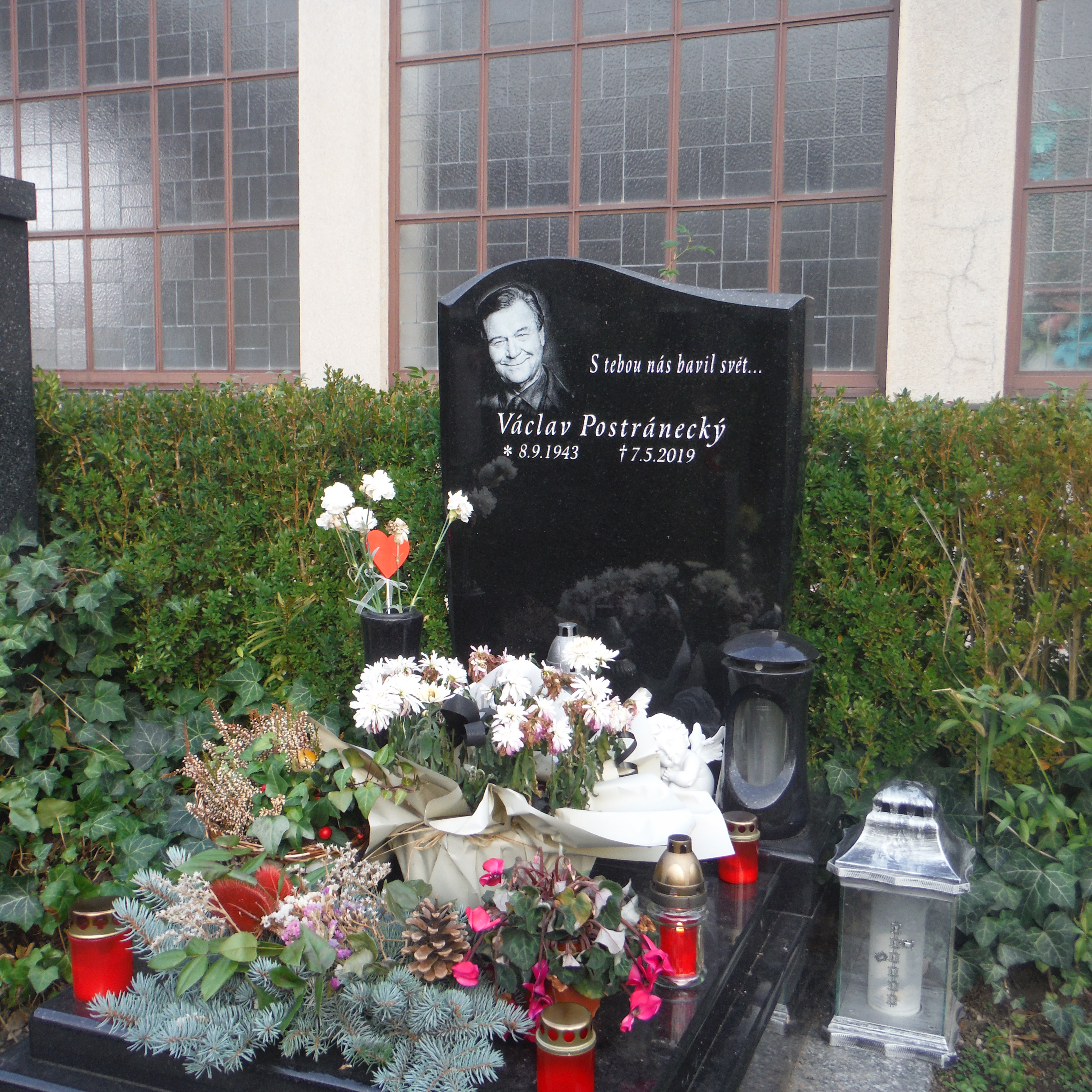
Hrob Václava Postráneckého na Strašnickém hřbitově

Na jaře 2018 kvůli onkologickému onemocnění podstoupil operaci dutiny břišní a chemoterapii.
Zemřel ve věku 75 let v rodinném kruhu 7. května 2019.

## Filmografie: výběr

### Film
- 1955 Vzorný kinematograf Haška Jaroslava (Bohoušek Honzátko)
- 1955 Punťa a čtyřlístek (Karel Prouza)
- 1977 Jak se budí princezny (zahradník)
- 1983 S tebou mě baví svět (dirigent Michal)
- 1992 Černí baroni (generál)
- 2002 Brouk v hlavě (hoteliér Ferraillon)
- 2003 Vše pro syna (otec Václav)
- 2003 Falešné obvinění (Stevens)
- 2003 Bankrotáři (průmyslník Bixby)
- 2005 Loupežníci (prodavač benzíny Bořek)
- 2005 Boháč a chudák (kupec Čvančara)
- 2006 Ro(c)k podvraťáků (Salinger)
- 2006 Jak se krotí krokodýli (děda Pepík)
- 2007 Příkopy (Bohuslav Šmíd)
- 2007 Kdo hledá, najde (král Karel)
- 2008 Peklo s princeznou (král Bedřich)
- 2008 Bobule (Michalica, otec Klárky)
- 2009 2Bobule (Michalica, otec Klárky)
- 2011 Hranaři (úředník magistrátu)
- 2012 Dvanáct měsíčků (Leden)
- 2013 Čtyřlístek ve službách krále (Rudolf II.)
- 2016 Bezva ženská na krku
- 2016 Strašidla (ředitel školy Toman)
- 2017 Bajkeři
- 2018 Ten, kdo tě miloval (policejní vyšetřovatel Heřman)
- 2018 Když draka bolí hlava (Drak)
- 2019 Červeň
- 2020 3Bobule – jen hlas

### Televize
- 1968 Moudrý Engelbert (TV inscenace) – role: lesní adjunkt Čeněk Engelbert
- 1975 Byl jednou jeden dům (TV seriál) – role: Přemek Tvaroh
- 1976 Muž na radnici (TV seriál) – role: Kyselka
- 1977 Pan Kobkán vdává dceru (TV fraška) – role: Pecháček
- 1983 Létající Čestmír (TV seriál) – role: pracovník ústavu
- 1986 Zlá krev (TV seriál) – role: Karel Pecold, uvědomělý dělník
- 1986 Hvězdy nad Syslím údolím (TV seriál) – role: Filip, Dianin manžel
- 1988 Cirkus Humberto (Kerholec) – TV seriál
- 1994 Bylo nás pět (pan Bejval) – TV seriál
- 1995 Zlatník Ondra (dvořenín)
- 1996 Konto Separato (Karel Zajíček)
- 1999 Kašpárkovy rolničky (loupežník)
- 2001 O víle Arnoštce (král Jindřich)
- 2003 Četnické humoresky (Dalibor Kysela) – TV seriál
- 2010 Cukrárna (Karel Křemen) – TV seriál
- 2010 Ach, ty vraždy! (ředitel Adámek) – TV cyklus
- 2013 Doktoři z Počátků (MUDr. Jan Panenka) – TV seriál
- 2014 Vinaři (Bedřich Pavlíček) – TV seriál
- 2018 Krejzovi (Jan Krejza) – TV seriál

### Dabing
Václav Postránecký daboval mimo jiné následující filmy a seriály (pokud se liší, je uveden rok dabingu, nikoli rok natočení filmu nebo seriálu):
- 1968 Sedm statečných – Pepe Hern (vesničan Tomas), dabing Československé televize
- 1970 Randall a Hopkirk (seriál) – Kenneth Cope (titulní role Martyho Hopkirka)
- 1972 Manželé z roku II – Jean-Paul Belmondo (Nicolas Philibert)
- 1974 Přiznání policejního komisaře prokurátorovi republiky – Franco Nero (soudce Traini)
- 1975 Daktari (seriál) – William Stevens (Penrose), dabing Československé televize
- 1976 Pokrevní bratři – Dean Reed (Harmonika)
- 1976 Inspektor Kojak (seriál, dabing Československé televize) – Robert Ito (Sammy Loo)
- 1978 Doktor v domě – Dudley Sutton (Smith)
- 1978 Ali-Baba a 40 loupežníků – Dieter Borsche (Abdel, vůdce loupežníků)
- 1978 Bílý tesák – Franco Nero (Jason Scott)
- 1978 Návrat bílého tesáka – Franco Nero (Jason Scott)
- 1980 Muž na střeše – Håkan Serner (Rönn)
- 1982 Krásná země – Paolo Villaggio (Guido)
- 1981 Já, Claudius (seriál, dabing Československé televize) – James Faulkner (Herodes Agrippa)
- 1983 Banovič Strahinja – Franco Nero (Banović Strahinja)
- 1983 Třetí na řadě – Paolo Villaggio (Don Pepe)
- 1984 Tootsie – Dustin Hoffman (Michael Dorsey)
- 1985 Operace Banzaj – Michel Bernardin (Coluche)
- 1985 Sexmise – Jerzy Stuhr (Maksymilian 'Maks' Paradys)
- 1986 Brubaker – Tim McIntire (Huey)
- 1986 Malý velký muž – Dustin Hoffman (Jack Crabb), dabing Československé televize
- 1987 Muž z Mallorky – Sven Wollter (inspektor Jarnebring)
- 1988 Šmoulové (animovaný seriál, dabing Československé televize Praha) – (šmoula Šprýmař)
- 1989 Bounty – Anthony Hopkins (William Bligh), dabing Československé televize
- 1989 Číslo 5 žije – Austin Pendleton (Howard Marner)
- 1990 Willy Fog na cestě kolem světa (animovaný seriál) (Chidling)
- 1990 Kingsajz – Jerzy Stuhr (Velký jedlík)
- 1990 Neúplatní – Robert De Niro (Al Capone)
- 1991 Kdopak to mluví – Bruce Willis (Mikey)
- 1991 Schůzka naslepo – John Larroquette (David)
- 1991 Sám doma – Joe Pesci (Harry)
- 1992 Bláznivá komedie – Paolo Villaggio (Paolo)
- 1992 Bláznivá komedie 2 – Paolo Villaggio (Paolo)
- 1992 John a Mary – Dustin Hoffman (John), dabing České televize
- 1992 Rain Man – Dustin Hoffman (Raymond Babbitt), dabing VHS
- 1992 Sám doma 2: Ztracen v New Yorku – Joe Pesci (Harry)
- 1993 Zkouška paměti – Franco Nero (Paul Herzog)
- 1994 Kutil Tim – 1. až 4. série – Tim Allen (Tim Taylor)
- 1996 Haló, haló! – Gorden Kaye (René Artois, majitel kavárny a hrdina francouzského odboje)
- 1997 Přelet nad kukaččím hnízdem – Sydney Lassick (Charley Cheswick)
- 1998 Willy Fog na cestě za dobrodružstvím (animovaný seriál) (Chidling)
- 1999 Blbec k večeři – Jacques Villeret (Francois Pignon)
- 2000 Vyvolávač deště – Danny DeVito (Deck Shifflet)
- 2001 Zločin v ráji – Jacques Villeret (Jojo Pytlák): Cena Františka Filipovského za nejlepší mužský dabing
- 2006 Nesnáze pana účetního – Paolo Villaggio (Fantozzi)
- 2006 Zrození pana účetního – Paolo Villaggio (Fantozzi)
- 2015 JFK – Jack Lemmon (Jack Martin), dabing České televize

## Divadelní role
- Peter Barnes: Čtrnáctý hrabě Guerney, Divadlo Komedie (režie František Miška, 1971),[13] Východočeské divadlo Pardubice (režie Michael Tarant, 1989)[14]
- Grigorij Gorin: Zapomeňte na Hérostrata!, Divadlo ABC, Městská divadla pražská, překlad Růžena Pochová, režie Ladislav Vymětal, výprava Jan Dušek, premiéra 26. listopadu 1975. Hráli: Náš současník (Jiří Pick), Tissafernés, vladař Efesu (Václav Voska), Klementina, jeho žena (Marie Málková), Kleón, archón basileus (Jan Tříska), Hérostratos (Václav Postránecký), Chryssipes, lichvář (Miroslav Homola), Erita, kněžka v chrámu bohyně Artemis (Jarmila Smejkalová), žalářník (Jiří Bruder), kameník (Roman Hemala), Hrnčíř Vladimír Salač (herec) a lazebník (Mirko Musil).[15]

### Role vNárodním divadle, výběr
- 1979 William Shakespeare: Král Lear (Edgar)
- 2004 Ladislav Stroupežnický: Naši furianti (Marek Ehrmann)
- 2010 Ivan Stodola: Čaj u pana senátora (Lopuškin)
- 2010 Karel Čapek: Věc Makropulos (Kolenatý)
- 2011 Nick Whitby: Být či nebýt (plk. Erhardt)
- 2012 Eugène Ionesco: Nosorožec (Starý pán)
- 2012 Lucy Prebble: Enron (Ken Lay)
- 2012 Molière: Pán z Prasečkova (Pán z Prasečkova – hlavní role)
- 2014 Robert Wilson: 1914 (Optimista)
- 2015 Peter Morgan: Audience u královny (Winston Churchill)
- 2016 A. P. Čechov: Tři sestry (Ivan Čebutykin)

## Rozhlasové role
- 1980 Ivan Olbracht: Nikola Šuhaj loupežník. Václav Postránecký, Daniela Kolářová, Luděk Munzar, Karel Hlušička a Martin Růžek v rozhlasovém zpracování populárního románu. Režie: Jiří Horčička, natočeno: 1980.[16]
- 1980 Arthur Hailey, John Castle: Let do nebezpečí. Napínavé drama z paluby letadla na trase Winnipeg–Vancouver. Účinkují Eduard Cupák, Jiří Adamíra, Gabriela Vránová, Václav Postránecký a další. Přeložil: Vladimír Müller, dramatizace a dramaturgie: Jaroslava Strejčková, režie: Jiří Horčička. Natočeno v roce 1980.[17]
- 1994 Kocour v botách. Hvězdně obsazený francouzský příběh o mazaném chlupáči s Václavem Postráneckým. Na motivy francouzské pohádky Charlese Perraulta pro rozhlas upravila Václava Ledvinková. Hrají: Václav Postránecký, Petr Nárožný, Vlastimil Brodský, Iva Janžurová a další. Režie: Karel Weinlich, natočeno: 1994.[18]
- 1997 Leo Perutz: Noc pod Kamenným mostem. Osmidílná dramatizovaná četba na pokračování. Podle překladu Tomáše Kratěny zdramatizoval Rudolf Ráž, v režii Hany Kofránkové hráli: Eliška Balzerová, Josef Červinka, Stanislav Zindulka, Antonín Molčík, Václav Postránecký, Ilona Svobodová, Rudolf Pellar, Eva Horká, Petr Pelzer, Růžena Merunková, Veronika Tůmová, Michal Dlouhý, Vlastimil Zavřel, Vladimír Bejval, Miloš Hlavica, Jiří Hálek, Jan Medlík, Květoslava Straková, Ladislav Trojan, Bořivoj Navrátil, Jiří Langmajer a další.[19]
- 2011 Bernhard Schlink – Walter Popp: Spravedlnost podle Selba. Krimipříběh s Jiřím Štěpničkou v roli soukromého detektiva. V hlavních rolích Jiří Štěpnička (Selb) a Václav Postránecký (Korten). Dramatizace: Jan Kolář, dramaturgie: Jana Paterová, překlad: Lucy Topoľská, režie: Markéta Jahodová, natočeno: v roce 2011.[20]